# Luca Pairetto
Luca Pairetto (Nichelino, 14 april 1984) is een Italiaans voetbalscheidsrechter. Hij is in dienst van FIFA en UEFA sinds 2022. Ook leidt hij sinds 2013 wedstrijden in de Serie A.
Op 25 september 2013 leidde Pairetto zijn eerste wedstrijd in de Italiaanse nationale competitie. Tijdens het duel tussen Livorno en Cagliari (1–1) trok de leidsman zesmaal de gele kaart. In Europees verband debuteerde hij op 14 juli 2022 tijdens een wedstrijd tussen Iskra Danilovgrad en KF Laçi in de eerste voorronde van de UEFA Europa Conference League; het eindigde in 0–1 en Pairetto gaf drie spelers geel. Zijn eerste interland floot hij op 22 maart 2024, toen Albanië met 0–3 verloor van Chili door doelpunten van Eduardo Vargas, Marcos Bolados en Victor Dávila. Tijdens deze wedstrijd deelde Pairetto aan twee Albanezen en twee Chilenen een gele kaart uit.

## Interlands
| Datum            | Plaats              | Wedstrijd         | Uitslag | Competitie             | Kreeg geel | Kreeg voor de tweede keer geel en dus rood | Weggestuurd |
| ---------------- | ------------------- | ----------------- | ------- | ---------------------- | ---------- | ------------------------------------------ | ----------- |
| 22 maart 2024    | Parma, Italië       | Albanië – Chili   | 0 – 3   | Vriendschappelijk      | 4          | 0                                          | 0           |
| 18 november 2024 | Boekarest, Roemenië | Roemenië – Cyprus | 4 – 1   | Nations League 2024/25 | 3          | 1                                          | 0           |

Laatst bijgewerkt op 19 november 2024.